# Брестский округ
Брестский округ (пол. Okręg brzeski) — административный район, созданный в составе Гражданского управления Восточных кресов 7 июня 1919 года.
В состав Брестского округа входили следующие поветы: Брест-Литовский, Волковыскский, Пружанский, Слонимский, Кобринский и Пинский.
1 августа 1919 года из частей Новогрудского и Слуцкого поветов был сформирован Барановицкий повет, вошедший в состав Брестского округа.
6 ноября 1919 года Мозырский повет (с временным местопребыванием в Житковичах) был присоединен к Брестскому округу.
10 апреля 1920 года к Мозырскому повету была присоединена часть Речицкого повета, временно оккупированная польской армией.

## Демография
В декабре 1919 года в районе проживало 1 121 978 человек. Крупнейшими городами были: Пинск (21 436 жителей), Брест-Литовск (14 005 жителей) и Барановичи (10 373 жителей). В районе также было 5 544 населенных пунктов, в 10 из которых проживало 5-10 000 жителей, а в 43 насчитывалось 1-5 тыс. жителей.

## Образование
В 1919/1920 учебном году в Брестском уезде насчитывалось 347 начальных школ, 18 средних школ, 14 ремесленных училищ, 2 учительские семинарии и 1 курс. Всего школы посещали 28 427 детей и работали 727 учителей. В марте 1920 года насчитывалось 340 школ с преподаванием на польском языке и 379 школ с преподаванием на других языках.

## Подробное административное деление
| Повет | Площадь (км²) | Численность населения |  | Центр повета    | Численность населения центров поветов |
| --- | ------------- | --------------------- |  | --------------- | ------------------------------------- |
| Брестский округ |               |                       |  |                 |                                       |
| Барановицкий повет ¹ | 4495          | 178.212               |  | Барановичи      | 10.373                                |
| Брестский повет | 4881          | 81.497                |  | Брест-Литовский | 14.005                                |
| Кобринский повет | 5257          | 107.814               |  | Кобрин          | 8.835                                 |
| Мозырьский повет ² | 16155         | 240.142               |  | Житковичи       | ?                                     |
| Пинский повет | 11867         | 222.018               |  | Пинск           | 21.436                                |
| Пружанский повет | 4164          | 67.343                |  | Пружаны         | 6.173                                 |
| Слонимский повет | 7126          | 127.737               |  | Слоним          | 9.719                                 |
| Волковыский повет | 3813          | 97.215                |  | Волковыск       | 8.472                                 |
| ¹ Повет основан 1 августа 1919 года из частей Новогрудского и Слуцкого поветов (Dz. Urz. ZCZW z 1919 r. Nr 19, poz. 172) |               |                       |  |                 |                                       |
| ² Создан 6 ноября 1919 года, с временным местонахождением в Житковичах (Законодательный вестник ZCZW от 1919 г., № 26, поз. 275)). 10 апреля 1920 года часть Речицкого повета, временно оккупированная польской армией, была присоединена к Мозырскому повету (Законодательный вестник ЗЧВ от 1920 г., № 34, поз. 845). |               |                       |  |                 |                                       |